# Abubakar Gumi
 (décembre 2017).
Si vous disposez d'ouvrages ou d'articles de référence ou si vous connaissez des sites web de qualité traitant du thème abordé ici, merci de compléter l'article en donnant les références utiles à sa vérifiabilité et en les liant à la section « Notes et références ».
Pour les articles homonymes, voir Gumi.
Abubakar Mahmud Gumi, né le 5 novembre 1922 ou le 7 novembre 1924 à Gummi (Nigeria) et mort le 11 septembre 1992 à Londres (Royaume-Uni) est un érudit musulman nigerian ayant occupé le poste de « grand cadi » (juge en chef de l'État) de la région du Nord du Nigéria de 1962 à 1967. 
Il est connu pour s'être opposé aux autorités traditionnelles musulmanes du Nord du Nigéria, liées aux confréries soufies, qui d'après lui s'adonnent au mysticisme et au syncrétisme, et pour avoir contribué à propager un islam réformateur inspiré du wahhabisme. 
Sa traduction du sens des versets (ayat) du Coran en haoussa lui vaut d'être récompensé par le prix international du roi Fayçal en 1987 pour service rendu à l'islam.